# Nguyễn Lữ
Nguyễn Lữ (chữ Hán: 阮侶; 1754–1787) hay còn gọi là Nguyễn Văn Lữ (chữ Hán: 阮文侶) là một chính trị gia và nhà quân sự Việt Nam ở thế kỷ 18. Ông là 1 trong 3 thủ lĩnh của phong trào Tây Sơn và là em của vua Thái Đức Hoàng đế Nguyễn Nhạc và Quang Trung Hoàng đế Nguyễn Huệ nhà Tây Sơn, một trong những triều đại hiển hách nhất về võ công của Việt Nam.

## Tiểu sử
Tổ tiên ba anh em Tây Sơn ở làng Hương Cái, huyện Hưng Nguyên, tỉnh Nghệ An. Họ theo chúa Nguyễn vào lập nghiệp miền Nam khi chúa Nguyễn vượt Lũy Thầy đánh ra đất Lê – Trịnh tới Nghệ An vào niên hiệu Thịnh Đức (1653–1657) đời Lê Thần Tông. Ông cố của "Tây Sơn tam kiệt" tên là Hồ Phi Long, vào giúp việc cho nhà họ Đinh ở thôn Bằng Chân, huyện Tuy Viễn (tức An Nhơn), cưới vợ họ Đinh và sinh được một trai tên là Hồ Phi Tiễn. Hồ Phi Tiễn không theo việc nông mà bỏ đi buôn trầu ở ấp Tây Sơn, cưới vợ và định cư tại đó. Bà vợ tên là Nguyễn Thị Đồng, con gái duy nhất của một phú thương đất Phú Lạc, do đó nên họ đổi con cái từ họ Hồ sang họ Nguyễn của mẹ. Vì vậy, người con có tên là Nguyễn Phi Phúc. Nguyễn Phi Phúc cũng chuyên nghề buôn trầu và trở nên mỗi ngày mỗi giàu có (cũng có tài liệu cho rằng họ Hồ đã đổi theo họ chúa Nguyễn ngay từ khi mới vào Nam).
Nguyễn Phi Phúc có tám người con, trong đó có ba người con trai: Nguyễn Nhạc, Nguyễn Lữ và Nguyễn Huệ. Các tài liệu không hoàn toàn thống nhất về thứ tự của ba người con này, chỉ biết Nguyễn Nhạc là anh cả, còn Nguyễn Huệ và Nguyễn Lữ không rõ ai lớn hơn ai. Có tài liệu nói Nguyễn Lữ là người con thứ 3 và là con trai út (thầy Tư Lữ), có tài liệu cho ông là người con trai thứ 6 (Đức ông Bảy). Trong ba anh em, Nguyễn Lữ là người thiếu mạnh mẽ hơn cả. Ông được đánh giá là người nhân hậu, khoan hoà.
Nguyễn Lữ còn gọi là Nguyễn Văn Lữ theo tên gọi trong sử, sinh năm Giáp Tuất (1754), tại làng Kiên Mỹ, huyện Tuy Viễn. Là em thứ ba sau Nguyễn Nhạc, Nguyễn Huệ. Lớn lên theo hai anh xuống Bàng Châu thụ giáo Đinh Công hai năm rồi lên An Thái, theo học văn lẫn võ cùng thầy Trương Văn Hiến.
Nguyễn Lữ đã được thầy là Trương Văn Hiến chân truyền cho môn miên quyền. Môn này cũng là món sở trường của Trương Công. Vốn người mảnh khảnh, tính nết hiền hòa, ưa thanh tịnh. Khác với hai anh, ông học văn nhiều hơn học võ. Tuy nhiên, ông cũng đã học hết các môn võ và chuyên về môn miên quyền. Môn miên quyền còn gọi là nhu quyền, là một môn võ nghệ chuyên dùng sức nhẹ để thắng mạnh, hợp với phụ nữ và những người thích võ nhưng tính ôn hòa. Phần đông đều dùng nhu quyền để tự vệ hơn tấn công. Ngoài ra, Nguyễn Lữ cũng chuyên về kiếm, nhờ ở sự phối hợp giữa miên quyền và kiếm thuật, ông Lữ đã nổi danh về môn nhu kiếm. Kiếm của ông nhẹ và mỏng nhưng lại sắc bén vô cùng nhờ ở biết thế nương vào sức mạnh của địch mà đánh trả, nên tuy kiếm mảnh mà không đao búa nào đánh gãy được.
Về văn học, ông lại ham thích nghiên cứu về tôn giáo, cho nên khi cha là Nguyễn Phi Phúc qua đời, Nguyễn Nhạc về nối nghiệp cha thì Nguyễn Lữ cũng thôi học, xuất gia theo Minh giáo, tục gọi là đạo Ma Ní, dùng phù phép để chữa bệnh, trừ tà như đạo phù thủy. Đạo minh giáo thờ thần lửa gần giống với sự thờ cúng của các dân tộc ít người tại Tây Sơn thượng. Đạo Ma Ní rất thịnh hành ở Tây Sơn thượng, nên Nguyễn Lữ qua việc truyền giáo đã quen biết rất nhiều các tộc trưởng, nhiều bộ lạc, người dân tộc thiểu số như sắc tộc Xà Đàn (Sédang), Ra Đê (Rhadé), Gia Rai (Djarais) v.v...
Nguyễn Lữ đi truyền đạo cũng như chữa bệnh cho mọi người khắp vùng Tây Sơn. Nhân dân thường gọi ông là Thầy Tư Lữ (có thuyết nói Nguyễn Văn Lữ là người sinh thứ ba trong gia đình, tục người Đàng Trong gọi người sinh đầu là anh hai để tướng nhớ nguồn gốc là dân Việt từ phía bắc di cư vào nam, Nguyễn Lữ sinh thứ ba nên gọi là Tư Lữ).
Trên đường hành đạo, Nguyễn Lữ nhờ đức tính hiền hòa cộng với sự tin tưởng vào bản thân tuyệt đối, hòa với võ công đặc biệt là môn miên quyền mà ông đã vượt qua mọi trở ngại, hiểm nguy. Khi gặp phải bọn côn đồ, không thể dùng lời lẽ ôn tồn khuyên răn, ông đã dùng đến vũ lực để chinh phục. Nhờ môn miên quyền mà ông đã thu phục được nhiều kẻ anh hùng, vũ dũng, sống ngoài vòng cương tỏa của xã hội, sau này trở thành tướng sĩ của nhà Tây Sơn.
Khi Nguyễn Nhạc dựng cờ khởi nghĩa, ông trở về cùng anh chung lo việc nước. Một phần lớn nhờ ở ông đi thuyết phục mà các sắc tộc miền Tây Sơn thượng theo về với nhà Tây Sơn. Việc thu phục được tộc trưởng Bốc Kiơm, ông đã dự vào một phần lớn. Khi Nguyễn Nhạc làm Tây Sơn Vương thì Nguyễn Lữ được giao trọng trách lo về kinh tế, tài chính, cùng với Nguyễn Thung và Bùi Thị Xuân.
Nguyễn Thung là một phú nông ở thôn Thuận Nghĩa, sát Kiên Mỹ, là một thôn trù phú. Nguyễn Thung tuy là một phú nông, song kinh sử đều thông thuộc. Tính tình hào phóng, nhân hậu. Trong nhà tân khách luôn luôn tấp nập. Biết võ nghệ, sở trường về môn trường tiên. Kết giao với nhiều tay anh hùng như ba anh em Tây Sơn, Võ Văn Dũng... là nhân vật đến với nhà Tây Sơn từ thuở ban đầu. Khi Tây Sơn khởi nghĩa, Nguyễn Thung đã đem tất cả tài sản ủng hộ nghĩa quân. Giữ nhiệm vụ vận tải, tiếp tế quân lương, ông được phong Tán Tương Quân vụ, lo ở mặt Bắc, còn Nguyễn Lữ lo mặt Nam.
Lúc tổng hành dinh dời lên Tây Sơn thượng, Nguyễn Lữ vẫn ở lại Tây Sơn hạ, tiếp tục đôn đốc sản xuất. Khi cần đến kế hoạch "thượng vận", ông mới lên cùng Nguyễn Nhạc ở Tây Sơn thượng. Ông là người có công đầu trong việc liên kết các sắc tộc với nhà Tây Sơn, vì ông vừa giỏi tiếng dân tộc vừa là nhà truyền giáo rất thích hợp với tôn giáo người miền Tây Sơn thượng. Trong việc chinh phục tộc trưởng Bốc Kiơm của tộc Xà Đàng Nguyễn Lữ là người tham mưu cho ông Nhạc, cũng như việc liên kết với tộc Ba na trong rừng Mộ Điểu. Để nâng cao uy danh Nguyễn Nhạc, Nguyễn Lữ dành mọi thực thi kế hoạch cho Nguyễn Nhạc. Kết quả các bộ tộc Tây Sơn thượng tôn Nguyễn Nhạc là vua trời (Thiên vương). Nguyễn Lữ đã cùng anh đi rộng lên Kontum, Pleiku. Đi đến đâu, thuyết phục người dân tộc đến đó và rất được đồng thanh liên kết. Trên bước đường đi liên minh cùng các sắc tộc vùng cao, Nguyễn Lữ cũng đã tuyên truyền cho đạo thần lửa của mình và tài nghệ dùng lá cây chữa bệnh đã giúp ông thu nhiều kết quả.
Ngày rằm tháng 8 năm Quý Tỵ (1773), Tây Sơn khởi nghĩa. Nguyễn Lữ được phong Tán Tương Quân vụ lo việc tiếp tế lương thực.
Sáng ngày 16, Nguyễn Lữ đã chuẩn bị sẵn sàng lương thực tại chân núi Đồng Phong, thôn Trinh Tường để đón tiếp đại quân xuất phát từ núi Bà Phù đêm hôm trước. Tại đây, tướng sĩ dừng chân, ăn uống no nê rồi đi thẳng một mạch xuống Tuy Viễn. Binh đi như gió cuốn. Mặt trời lên cao thì huyện lỵ đã bị bao vây. Tiếng quân hò reo vang trời. Tri huyện Tuy Viễn trốn chạy, binh sĩ trong huyện đầu hàng. Cho là nhờ ăn no, lãnh lương đầy đủ tại núi Đồng Phong, nên quân Tây Sơn chiến thắng dễ dàng. Do đó nhân dân gọi núi Đồng Phong là Hòn Lãnh Lương và gọi tắt là Hòn Lương.
Cuối thu năm ấy, sau khi chiếm được Quy Nhơn, đuổi chúa Nguyễn chạy vào Gia Định, Nguyễn Nhạc sai Nguyễn Lữ cùng Nguyễn Văn Lộc, Võ Văn Cao đi vào Phú Yên, Diên Khánh, Bình Thuận để xem xét tình hình và liên lạc với hai vua Thủy Xá (Potau Ea) và Hỏa Xá (Potau Apui) để liên minh và cổ động đồng bào địa phương hưởng ứng cuộc Nam chinh.

## Nổi dậy
Nhân lúc chính sự họ Nguyễn rối ren, lấy danh nghĩa trừng phạt quyền thần Trương Phúc Loan, Nguyễn Lữ theo anh là Nguyễn Nhạc phất cờ khởi nghĩa ở ấp Tây Sơn. Sử sách ghi nhận vai trò của Nguyễn Nhạc là lớn nhất trong những ngày đầu tiên của cuộc nổi dậy. Dĩ nhiên, là người tham gia trong bộ chỉ huy của Tây Sơn tam kiệt, Nguyễn Lữ cũng đóng vai trò nhất định
Khởi phát từ ấp Tây Sơn, ba anh em Nguyễn Nhạc, Nguyễn Lữ, Nguyễn Huệ tập hợp lực lượng, ban đầu chủ yếu là đồng bào người Thượng, đứng lên nổi dậy. Lấy danh nghĩa chống lại Quốc phó Trương Phúc Loan, ủng hộ hoàng tôn Nguyễn Phúc Dương là cháu đích tôn của Vũ vương Nguyễn Phúc Khoát, Nguyễn Nhạc phất cờ nổi dậy năm 1771. Tây Sơn có được sự ủng hộ rất lớn của dân chúng, năm sau, cuộc nổi dậy lan rộng và đã thắng một số trận chống lại quân chúa Nguyễn được phái tới trấn áp cuộc nổi dậy.

## Tập kích Gia Định
Năm 1773, quân Tây Sơn dùng mưu đánh chiếm được thành Quy Nhơn. Nhờ vai trò lãnh đạo của Nguyễn Nhạc và tài quân sự của Nguyễn Huệ, quân Tây Sơn nhanh chóng phát triển thế lực ra toàn Nam Trung bộ và nhiều lần đánh bật quân Nguyễn ra hòng chiếm lại vùng này. Gặp lúc chúa Trịnh điều quân vào nam, Nguyễn Nhạc xin giảng hoà với họ Trịnh để tập trung đánh họ Nguyễn.
Nguyễn Huệ chiếm lại được Phú Yên, ra bắc dẹp quân tàn dư họ Nguyễn ở Quảng Nam, để lại tướng người Hoa là Lý Tài giữ thành Phú Yên. Tài bất mãn vì mất chức chánh tướng về tay Nguyễn Huệ nên nghe theo lời dụ của Tống Phúc Hiệp, sang hàng chúa Nguyễn. Tây Sơn lại mất Phú Yên.
Nếu để quân Nguyễn tập trung đủ lực lượng từ Gia Định tới Phú Yên đánh ra thì Quy Nhơn rất nguy. Trước tình hình đó, để chia thế quân Nguyễn, đầu năm 1776, Nguyễn Nhạc quyết định sai Nguyễn Lữ mang quân theo đường thủy vào đánh Gia Định. Bị đánh bất ngờ, Nguyễn Phúc Thuần bỏ chạy về Trấn Biên (Biên Hoà). Nguyễn Lữ vào thành, kiểm điểm kho tàng, thu thập quân lương chuyển về Quy Nhơn.
Đồng thời ông điều quân xuống Long Hồ đánh quân Nguyễn, bắt sống tướng Bùi Hữu Lễ. Chúa Nguyễn sợ hãi bỏ trốn về Bà Rịa. Nguyễn Lữ sai quân truy kích, Thuần phải trốn vào nhà giáo sĩ người Tây Ban Nha trốn trong gầm giường. Do quân Tây Sơn không phạm tới những người theo Công giáo nên Thuần mới thoát nạn.
Thoát chết, Thuần sai Đỗ Thanh Nhơn (Nhân) đi mộ quân cần vương, lại sai người đi cầu cứu tướng người Hoa là Mạc Thiên Tứ (con Mạc Cửu), lại gọi Tống Phúc Hiệp, Lý Tài ở Phú Yên vào. Nghe tin quân địch từ các trấn kéo về, Nguyễn Lữ không chống cự, bỏ thành rút quân về Quy Nhơn, Đỗ Thành Nhân rước Định Vương về Sài Côn lo việc phòng thủ.
Trận tập kích Gia định tuy không chiếm hẳn được Nam bộ nhưng khiến quân Nguyễn rơi vào thế bị động, phải co về Nam bộ, giải toả được nguy cơ cho Quy Nhơn.

## Đánh chiếm Gia Định
Sau khi đánh Gia Định lần thứ hai, bắt giết được hai chúa Nguyễn, Nguyễn Nhạc làm chủ toàn bộ đất đai từ Quảng Nam đến Hà Tiên. Năm 1778, ông lên ngôi hoàng đế, lấy niên hiệu là Thái Đức Hoàng Đế.
Tuy nhiên sau khi Tây Sơn rút đi, lực lượng theo Nguyễn Ánh lại nổi dậy tái chiếm Nam bộ. Sang năm 1782, Nguyễn Nhạc thân chinh cùng Nguyễn Huệ lại nam tiến đánh bại Nguyễn Phúc Ánh nhưng một lần nữa Nguyễn Phúc Ánh lại trốn thoát.
Nguyễn Nhạc rút quân về bắc, Chu Văn Tiếp lại từ Bình Thuận mang quân vào đánh chiếm được Gia Định và đón Nguyễn Phúc Ánh trở về. Tháng 2 năm 1783, Nguyễn Nhạc lại sai Nguyễn Huệ, Nguyễn Lữ mang quân nam tiến.
Dù Nguyễn Phúc Ánh đã lập tuyến phòng thủ trước vẫn bị anh em Tây Sơn phá tan, Nguyễn Phúc Ánh bỏ chạy về Đồng Tuyên, lại bị quân Tây Sơn đánh phá. Nguyễn Phúc Ánh phải bỏ chạy ra Hà Tiên rồi trốn ra đảo Phú Quốc. Tháng 8 năm 1783, quân Tây Sơn truy kích, Nguyễn Phúc Ánh chạy một vòng ra các đảo Cổ Long, Cổ Cốt rồi lại quay về Phú Quốc. Quân Tây Sơn vây đánh nhưng lúc đó có bão biển, các thuyền Tây Sơn phải giãn ra, sau 7 ngày đêm lênh đênh trên biển, Nguyễn Phúc Ánh thừa cơ lại trốn thoát, chạy hẳn ra đảo Thổ Chu cách xa đất liền rồi đầu năm sau tự mình sang Xiêm cầu viện.

## Đông Định vương
Năm 1786, Nguyễn Huệ và Nguyễn Lữ vâng lệnh Nguyễn Nhạc mang quân bắc tiến đánh chiếm Phú Xuân. Theo kế hoạch của Nguyễn Huệ, trong khi Nguyễn Huệ đem quân bộ đánh đèo Hải Vân và thành Phú Xuân thì Nguyễn Lữ cùng Đô đốc Nguyễn Văn Lộc mang thủy quân tiến thẳng tới sông Gianh. Ông chia quân làm hai, một cánh án ngữ sông Gianh ngăn quân Trịnh ở Bắc hà vào cứu, một cánh đánh chiếm Bố Chính, sau đó đánh tiếp xuống luỹ Đồng Hới, tức Luỹ Thầy nổi tiếng. Dù trước đây Hoàng Ngũ Phúc đã lập nhiều đồn luỹ từ sông Gianh tới Dinh Cát nhưng quân Trịnh bạc nhược thấy quân Tây Sơn đã bỏ chạy. Tướng giữ Động Hải là Vị Phái hầu Mai Xuân Bách và Hiệp trấn Ninh Tốn trốn về Nghệ An. Tướng giữ Dinh Cát (Bố Chính) là Cung Vũ hầu Văn Đình Cung cùng quân sĩ bị bắt sống, sau đó Văn Đình Cung bị giết (Văn Đình Cung là Phò mã của Tĩnh Đô vương Trịnh Sâm, dòng giõi tướng Văn Đình Dận). Khi Nguyễn Lữ hạ được Luỹ Thầy thì Nguyễn Huệ cũng chiếm được Phú Xuân. Nguyễn Lữ ở lại giữ Phú Xuân trong khi Nguyễn Huệ theo lời của Nguyễn Hữu Chính bắc tiến ra Thăng Long.
Sau đó với khẩu hiệu "Phù Lê diệt Trịnh", chỉ trong 1 tháng, Nguyễn Huệ ra Bắc Hà tiêu diệt họ Trịnh. Vua Thái Đức vội vã ra bắc gọi em về. Sau khi lựa lời vỗ về em, vua Thái Đức tự mình cầm quân, gặp gỡ vua Lê vừa lên ngôi là Chiêu Thống. Ít ngày sau, Nguyễn Nhạc cùng Nguyễn Huệ bí mật rút quân về nam.
Từ Bắc Hà trở về, anh em Nguyễn Nhạc và Nguyễn Huệ bất hoà và xảy ra xung đột. Có tài liệu nói rằng nhờ sự điều đình của Nguyễn Lữ, quân Nguyễn Nhạc và Nguyễn Huệ đã không giao chiến với nhau. Sau sự kiện đó, anh em Tây Sơn giảng hoà, Nguyễn Nhạc phong cho Nguyễn Huệ làm Bắc Bình vương đóng ở Phú Xuân, Nguyễn Lữ làm Đông Định vương trấn giữ Gia Định. Hỗ trợ cho Đông Định vương Nguyễn Lữ là Thái bảo Phạm Văn Tham.

## Bỏ thành Gia Định
Nhân khi anh em Tây Sơn hiềm khích đánh nhau, Nguyễn Phúc Ánh đang lưu vong ở Xiêm lập tức trở về gây dựng lại (tháng 8 năm 1787). Được các địa chủ lớn ở Nam Bộ ủng hộ, quân Nguyễn nhanh chóng mạnh lên.
Thấy Nguyễn Phúc Ánh sắp kéo đến đánh Gia Định, Nguyễn Văn Lữ sợ hãi mang quân bản bộ chạy ra Biên Hoà bỏ thành Gia Định cho Phạm Văn Tham giữ. Việc ông rút lui ít nhiều đã làm giảm ý chí chiến đấu của quân Tây Sơn ở lại. Sau một thời gian thấy thế quân Nguyễn quá mạnh và có lẽ lúc đó đã mang bệnh trong người, ông không dám tham chiến mà theo đường biển rút thẳng về Quy Nhơn.
Theo các sử gia nhà Nguyễn, khi Nguyễn Văn Lữ rút ra Biên Hoà, Nguyễn Phúc Ánh dùng kế của tướng Tống Phúc Đạm ly gián hai người, bắt chước theo lối chữ của Nguyễn Văn Nhạc, viết bức thư có nội dung gửi cho Nguyễn Văn Lữ nói: Phạm Văn Tham là người của Nguyễn Văn Huệ nên sai Nguyễn Văn Lữ giết Phạm Văn Tham đi. Bức thư có nội dung như vậy nhưng Ánh lại cố ý gửi "nhầm" cho Phạm Văn Tham. Tham đọc thư sợ bị giết nên sai người giong thuyền, giương cờ hiệu màu trắng là màu cờ của quân Nguyễn Phúc Ánh khiến Nguyễn Văn Lữ hoảng sợ, tưởng Tham đã hàng Ánh rồi. Nghĩ mình đơn độc ở Nam bộ không có đủ khả năng xung trận chống địch, ông rút quân về. Năm sau, Phạm Văn Tham ra hàng, thành Gia Định lại trở về với nhà Nguyễn.
Không lâu sau khi trở về Quy Nhơn, cuối năm 1787, Đông Định vương Nguyễn Văn Lữ qua đời. Nguyễn Văn Lữ làm Đông Định vương chưa được 1 năm. Sử sách không nhắc gì tới gia quyến của ông. Có nhiều tài liệu cho rằng sau khi thất thủ Gia Định, ông về Quy Nhơn gặp anh chịu tội rồi ra đi phiêu bạt, dùng tài chữa bệnh giúp người, cuối cùng thế nào không ai biết rõ.

## Trong văn hoá đại chúng
| Năm  | Tác Phẩm         | Diễn Viên |
| 2010 | Tây Sơn hào kiệt | Anh Duy   |